# Polnische Poolbillard-Meisterschaft 2007
Die polnische Poolbillard-Meisterschaft 2007 war die 16. Austragung der nationalen Meisterschaft in der Billardvariante Poolbillard. Sie fand vom 12. bis 16. Dezember 2007 in Mysłowice statt. Ausgespielt wurden die Disziplinen 8-Ball, 9-Ball und 14/1 endlos.

## Medaillengewinner
| Disziplin            | Gold                              | Silber                                             | Bronze                                   | Bronze                                 |
| -------------------- | --------------------------------- | -------------------------------------------------- | ---------------------------------------- | -------------------------------------- |
| Herren – 9-Ball      | Hubert Łopotko (Trefl Sopot)      | Wojciech Trajdos (Trefl Sopot)                     | Mateusz Śniegocki (Hades Poznań)         | Michał Kędzior (Pino Dębica)           |
| Herren – 8-Ball      | Tomasz Kapłan (Ósemka Rzeszów)    | Radosław Babica (Contact Kielce)                   | Piotr Ostrowski (LD Tomaszów Mazowiecki) | Karol Skowerski (Contact Kielce)       |
| Herren – 14/1 endlos | Tomasz Kapłan (Ósemka Rzeszów)    | Radosław Babica (Contact Kielce)                   | Hubert Łopotko (Trefl Sopot)             | Sławomir Sawicki (Wodny Park Warszawa) |
| Damen – 9-Ball       | Karolina Stawarz (Ósemka Rzeszów) | Magdalena Tatarkiewicz (Mario Bilard Club Mikołów) | Izabela Łącka (Falcon Sosnowiec)         | Ewa Grzyb (Bila Tarnów)                |
| Damen – 8-Ball       | Karolina Stawarz (Ósemka Rzeszów) | Michalina Kryszak (UKS Łabiszynianka Łabiszyn)     | Ewa Grzyb (Bila Tarnów)                  | Izabela Łącka (Falcon Sosnowiec)       |
| Damen – 14/1 endlos  | Karolina Stawarz (Ósemka Rzeszów) | Katarzyna Wesołowska (Noma-System Kielce)          | Ewa Grzyb (Bila Tarnów)                  | Izabela Łącka (Falcon Sosnowiec)       |